# 亚眠主教座堂
亚眠主教座堂（法語：Cathédrale Notre-Dame d'Amiens），位于法國皮卡第地区，索姆省的亚眠市，距離巴黎以北100公里處。是法國哥特式建筑顶峰时期的代表作。同時也是法国最大的教堂。並在1981年被聯合國教科文組織列入世界文化遺產。

## 歷史

### 早期

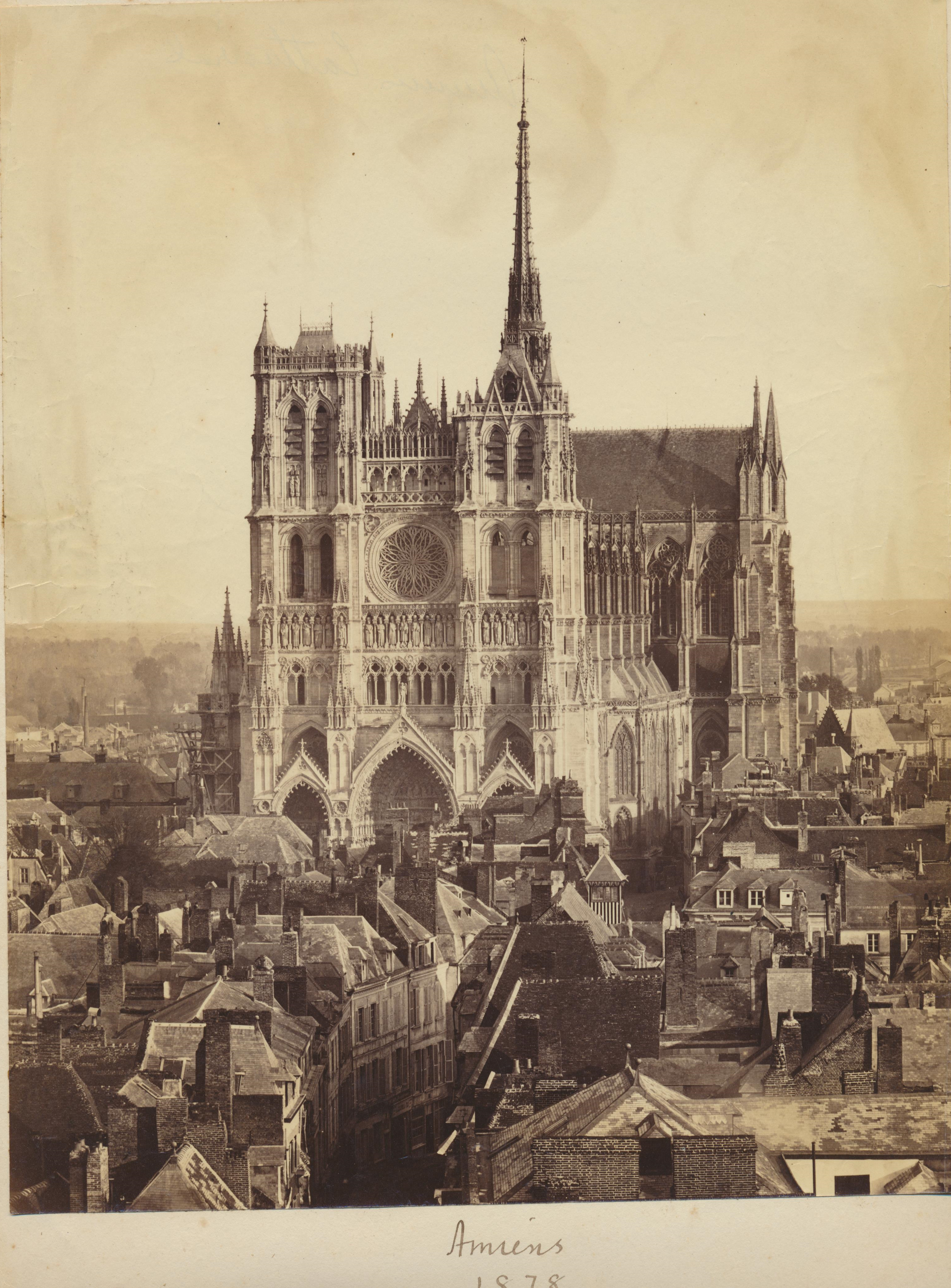
1878年的亚眠主教座堂

公元4世纪初，基督教在创立後为成為罗马帝国的国教并被传入比利时高卢地区。其中兩名基督教烈士來到原有的萨马罗布里瓦宣教，並建立了一座教堂來創立了基督教主教区，到了中世紀，萨马罗布里瓦的名稱逐漸衍變成為「亞眠」（法語：Amiens），由於發展迅速及亚眠的主教圣若弗鲁瓦大力支持商业发展，因此亞眠當時成為法國北方地區最重要的商業城市之一。
其中在10世紀，一場大火燒毀原有的大教堂，因此在1137 年至 1152年期間始建一座羅馬式風格的教堂，該教堂曾在1193 年舉辦了法國國王腓力二世 的婚禮。1206 年，據稱亞眠大教堂收到了一件著名的遺物，即施洗約翰的头颅，由於這件文物的因素，使得亞眠立刻成為中世紀天主教信徒的重要朝聖地，並為其提供了重要的收入來源，保存头颅聖物箱後在法國大革命期間被毀，但巴黎珠寶商則在1876 年使用一些原始水晶進行了重建，今天展示在大教堂的金庫。

### 興建
1218 年，一場雷击觸發了火災，導致羅馬式大教堂完全毀滅，因此建築師羅伯特·德·盧扎爾 (Robert de Luzarches)則開始制定重建大教堂的計劃，1220 年，埃弗拉德·德·福伊 (Evrard de Fouilloy) 主教奠定了第一塊石頭 。盧扎爾通過使用標準化尺寸和形式的石塊所規劃教堂，徹底改變了哥特式建築的系統。盧扎爾後在興建期間去世，接手此工作的則包含托馬斯·德·科蒙特（Thomas de Cormont）以及他的兒子雷諾·德·科蒙特（Renaud de Cormont）。
教堂的興建工程設計從中殿開始，從西到東等區域進行了施工，科蒙特通過建造宏偉的拱廊和窗戶，賦予教堂結構引人注目的尺寸和壯觀的景象。中殿首先於 1236 年完工，合唱團的上部窗戶就在 1269年完成。14世紀初才完成外牆和上層塔樓的結構，在在這些工程進行的同時，建築師則在扶壁之間的區域增加了一座小教堂。，在16世紀時，教堂再度遭受火災，不過並沒有對建築本身造成重大損壞。在此期間還經歷了幾次增建工程以增加不斷變化的風格
，在 18 世紀，為了符合特利騰大公會議宣布的新教義，教堂內部及外觀又再一次進行了修改，中世紀的圓屏，及合唱室和教堂中殿之間的裝飾被華麗的鐵格柵合唱屏風所取代，以方便讓中殿的教區居民可以看到祭壇。

### 近代
與法國其他大教堂一樣，18世紀末期，亞眠大教堂在法國大革命期間遭受了相當大的破壞。大部分雕塑都被錘子敲打過，導致雕像頭部遭到毀壞，教堂內部的設施和室內裝飾也遭到偷竊或是破壞；教堂的一部分區域被用作擺放大革命慶祝活動材料的倉庫。
1800年，亞眠大教堂重新恢復宗教功能，第一次修復工作於 1802 年開始，從 1810 年，新古典主義建築師埃蒂安·海波利特·戈德（Etienne Hyypolyte Godde）負責這項工作，隨後在1821年由弗朗索瓦·奧古斯特··歌西（Francois Auguste Cheussey）委託三位雕塑家製作全新的雕像。然而當媒體批評雕塑修復中的缺陷後，使得弗朗索瓦於1849 年辭職，並由歐仁·維奧萊-勒-杜克接替其工作。維奧萊為了盡可能地恢復教堂原有的中世紀精神，因此開始為教堂進行增加石像鬼與其他怪獸雕像的計畫。在1874年之前，維奧萊幾乎一直在大教堂工作。
20世紀初第一次世界大戰和第二次世界大戰期間，亞眠大教堂的彩色玻璃窗被拆除以避免戰場波及，不過教堂本身在兩次戰爭中僅遭受較小的損壞。然而，在1920年時，一些存放在玻璃大師工作室中的窗戶因遭遇火災而遭到燒毀。
在 1973 年至 1980 年之間，亚眠大教堂或尖頂被完全修復，西立面的修復工作於2001年完成。 1992年，藝術史學家史蒂芬·莫瑞（Stephen Murray）受法國文化部科學委員會任命，負責監督亞眠大教堂的修復工作，當完成這項工作後，莫瑞被授予亞眠名譽市民並授予榮譽勳章，並在皮卡第儒勒-凡尔纳大学獲得博士學位。

## 建築設計

### 結構、主要尺寸
- 長度: 145（476英尺）
- 寬度: 70（230英尺）
- 中殿: 高42（138英尺）
- 地面面積: 7,700平方（83,000平方英尺）
- 塔樓高度: 112（367英尺）

### 立面
亚眠主教座堂表现宗教题材的雕像非常著名。正门雕塑的是《最后的审判》；北门雕塑的是殉道者；南门雕塑的是圣母生平，这些雕像被称为“亚眠圣经”，是极具艺术价值的雕刻精品。宏伟的花窗玻璃也是亚眠主教座堂的特色。，南部塔楼（高62米）建成于1366年，而北部的塔楼（高67米）则在1406年建成。

## 外部連結
- Dusevel, Hyacinthe.  second. Amiens: Caron, Vitet. 1839  [2021-10-28]. （原始内容存档于2022-05-19）.
- Murray, Stephen. . Cambridge: Cambridge University Press. 1996. ISBN 978-0-521-49735-0.

- Official Website （页面存档备份，存于） （法語和英語）
- Amiens Cathedral images, 360° panoramas, and essays. （页面存档备份，存于） In "Mapping Gothic France," a database created by Columbia University and Vassar College.
- 360° photos of the cathedral
- Outstanding photos of the cathedral （页面存档备份，存于）
- Photos
- The Portals, Access to Redemption by Professor Stephen Murray)
- Photos of the magnificent reproduction of the cathedral colors by laser projection （页面存档备份，存于）
- .   [29 January 2011]. （原始内容存档于10 November 2010）.
- Youtube page of Amiens Videos （页面存档备份，存于） produced by the Media Center for Art History at Columbia University for the Core Curriculum class "Masterpieces of Western Art"
- Photos of the Amiens Cathedral (polish) （页面存档备份，存于）
- High-resolution 360° Panoramas and Images of Amiens Cathedral | Art Atlas[]